# Groupe indépendant d'études ésotériques de Paris
Le Groupe indépendant d'études ésotériques de Paris était une association destinée à faire la promotion des études sur l'ésotérisme, fondée en 1890 par Gérard Encausse dit Papus. Elle se réunissait rue de La Condamine, 71, bis à Paris.
- Le Voile d'Isis, Paris, Librairie générale des sciences occultes, Bibliothèque Chacornac (1890-1935), « organe hebdomadaire du Groupe indépendant d'études ésotériques de Paris » était sa principale publication.
- Études Traditionnelles Paris, Chacornac (1936-1992) (hebdomadaire ; mensuel) lui succède à partir de 1936.

Cette dernière période du GIEEP fut marquée par la personnalité et l'œuvre de René Guénon et les articles de Jean Reyor.